# Not of this World
Not of this World é o sexto álbum de estúdio da banda Petra, lançado em 1983 e o último álbum com o tecladista John Slick.
O disco atingiu o nº 1 do Top Contemporary Christian e foi indicado ao Grammy Awards na categoria Best Gospel Performance (Duo Or Group) em 1985.
Not of this World possui ainda o título de primeiro disco de rock cristão internacional a ser lançado no Brasil.

## Faixas
Todas as músicas por Bob Hartman, exceto onde anotado
1. "Visions (Doxology)" – 2:04
2. "Not of this World" – 4:49
3. "Bema Seat" – 3:54
4. "Grave Robber" – 4:18
5. "Blinded Eyes" – 5:33
6. "Not by Sight" (John Slick) – 3:20
7. "Lift Him Up" – 3:26
8. "Pied Piper" – 4:00
9. "Occupy" (John Slick) – 3:28
10. "Godpleaser" – 4:35
11. "Visions (Reprise) (Doxology)" – 2:28

## Créditos
- Greg X. Volz - Vocal
- Bob Hartman - Guitarra
- Mark Kelly - Baixo, vocal
- Louie Weaver - Bateria
- John Slick - Teclados, vocal